# 張芸京
張芸菁（1983年9月6日—），藝名張芸京，台灣歌手。2008年贏得第一季《超級偶像》冠軍頭銜後，被金牌大風簽下，2009年發行首張個人專輯《破天荒》。

## 早期生活
張芸菁出生於臺北市。成為簽約歌手之前，她是平面設計師，並與其他三位女生成立了名為「筆醬」的樂團。出道前，樂團大多在地下酒吧演出。她參加中廣流行之星個人組準決賽、中華電信大電視之星創作組決賽。

## 職業生涯

### 《超級偶像》
張芸菁2007年參加第一季台視歌唱節目《超級偶像》。2008年6月，她贏得總冠軍。
| 《超級偶像》演出及結果 | 《超級偶像》演出及結果        | 《超級偶像》演出及結果                                                                  | 《超級偶像》演出及結果 | 《超級偶像》演出及結果 |
| 日期                   | 賽程                          | 曲目                                                                                    | 成績                   | 結果                   |
| ---------------------- | ----------------------------- | --------------------------------------------------------------------------------------- | ---------------------- | ---------------------- |
| 2007年9月              | 52強爭奪賽                    | 曹格〈世界唯一的你〉                                                                    |                        |                        |
| 2007年10月27日         | 52取30強淘汰賽(上)            | 曹格〈世界唯一的你〉                                                                    |                        |                        |
| 2007年11月17日         | 36取28強PK賽(下)              | 齊秦〈夜夜夜夜〉                                                                        | 3票                    | 過關                   |
| 2007年12月1日          | 28取22強 唱給我愛的人         | 周杰倫〈黑色幽默〉                                                                      | 5票                    | 過關                   |
| 2007年12月8日          | 22取18強 經典女歌手之夜       | 蘇芮〈一樣的月光〉                                                                      | 5票                    | 過關                   |
| 2007年12月15日         | 18取16強 舞台魅力自選曲       | 莫文蔚〈愛死你〉                                                                        | 8.4分                  | 過關                   |
| 2007年12月22日         | 16取15強 電視經典主題曲       | 楊培安〈這該死的愛〉                                                                    | 8.2分                  | 過關                   |
| 2007年12月29日         | 15取14強 經典情歌淘汰賽       | 張信哲〈愛如潮水〉 光良〈童話〉（與光良合唱）                                           | 7.9分                  | 失敗                   |
| 2008年1月5日           | 14取13強 Ｋ歌自選曲淘汰賽     | 王力宏〈落葉歸根〉                                                                      | 8.4分                  | 過關                   |
| 2008年1月12日          | 13取12強 評審指定曲           | 齊秦〈望你早歸〉                                                                        | 8.2分                  | 過關                   |
| 2008年1月19日          | 13取12強 快樂歌曲挑戰賽       | 張雨生〈我的未來不是夢〉                                                                | 8.4分                  | 過關                   |
| 2008年1月26日          | 12取11強 我的偶像自選曲       | 王傑〈一場遊戲一場夢〉                                                                  | 8.4分                  | 過關                   |
| 2008年2月3日           | 12取2 敗部復活賽 與姜婷婷合唱 | 梁靜茹+光良〈只能抱著你〉                                                               | 8.5分                  | 過關                   |
| 2008年2月9日           | 春節特別節目 唱將高峰會       | 林隆璇+李聖傑〈你那麼愛他〉（與林隆璇合唱）                                             | —                      |                        |
| 2008年2月16日          | 13取12強 選秀歌曲超越賽       | 張信哲〈白月光〉                                                                        | 7.8分                  | 失敗淘汰               |
| 2008年3月15日          | 超級十強決定賽                | A-Lin〈失戀無罪〉 張信哲〈白月光〉（與張信哲合唱）                                      | 43.8分/42.5分          |                        |
| 2008年3月22日          | 10取9強 十強對決PK賽          | 楊丞琳〈曖昧〉                                                                          | 41.5分                 | 平手高瑞欣             |
| 2008年3月29日          | 10取9強 指定PK淘汰賽          | 謝霆鋒〈香水〉                                                                          | 42.4分/42.2分          | 勝江明娟               |
| 2008年4月5日           | 9取8強 9強高手踢館賽          | 曹格〈世界唯一的你〉                                                                    | 43.4分                 |                        |
| 2008年4月12日          | 八搶七復仇踢館賽              | 李宗盛〈鬼迷心竅〉                                                                      | 42.1分                 |                        |
| 2008年4月19日          | 七搶六驗收淘汰賽              | 王雪娥〈是否你曾偷偷的哭〉 孫楠〈燃燒〉                                                 | 43.5分/43.2分          |                        |
| 2008年4月26日          | 六強決定賽                    | 土屋安娜〈Ah Ah〉 齊秦〈狼〉（與黃楷元合唱）                                            | 42.9分/43.3分          |                        |
| 2008年5月3日           | 六強高手踢館賽                | Radiohead〈Creep〉                                                                      | 44.1分                 |                        |
| 2008年5月10日          | 第六名決定賽                  | 戴佩妮〈你要的愛〉                                                                      | 42.5分                 |                        |
| 2008年5月17日          | 冠軍積分賽                    | 輕鬆玩樂團〈草包一樣的生活〉 喷火战机乐队〈Best of You〉（與黃偉豪合唱）                | 43.5分/44.3分          |                        |
| 2008年5月24日          | 冠軍積分賽Ⅱ                   | 筆醬樂團〈1030〉 王菲〈再見螢火蟲〉（與李雅微合唱）                                     | 43.1分/43.3分          |                        |
| 2008年5月31日          | 冠軍積分賽Ⅲ                   | Jet〈Are You Gonna Be MY Girl〉 楊乃文〈我給的愛〉（與朱肇群合唱）                      | 43.6分/43.0分          |                        |
| 2008年6月7日           | 總冠軍賽                      | 潘越雲〈桂花巷〉 Maroon 5〈Makes Me Wonder〉 筆醬樂團〈用點愛〉\|\|44.5分/44.7分/44.5分 |                        |                        |
| 2008年6月14日          | 謝師宴                        | 黃國倫〈奮力一搏〉（與黃國倫合唱）                                                      |                        |                        |
| 2008年6月21日          | 獎金會外賽                    | 張惠妹〈愛什麼稀罕〉                                                                    |                        |                        |

### 2009–2015年
贏得《超級偶像》冠軍後，張芸京被被金牌大風簽下，2009年發行首張個人專輯《破天荒》。
2010年12月4日於香港STAR HALL首度舉辦個人售票音樂會－「張芸京正不正初回音樂會」。 2012年9月22日發行第三張個人專輯《小女孩》，並於同年12月23日舉辦張芸京我陪你亞洲巡迴演唱會台北站。2012年12月與金牌大風唱片公司不再續約，自組個人音樂工作室。

### 2016年–現今
2016年9月6日，張芸京於台北發布第4張個人專輯《失敗的高歌》。2019年6月取得台北市街頭藝文活動許可證。2020年4月開始與哈利路亞家教會的友人艾成、王瞳、潘奕如在YouTube成立以基督信仰為主軸的「耶!一同進城」頻道，爾後與艾成共同成立「京成兄妹」歌唱團體。

## 音樂作品

### 筆醬樂團
| 專輯 | 名稱         | 發行時間     | 發行公司 | 曲目                                              |
| ---- | ------------ | ------------ | -------- | ------------------------------------------------- |
| 1st  | 《雨的力量》 | 2007年7月4日 | 筆醬樂團 | 曲目 1. 雨的力量 2. 1030 3. Let Her 4. 一定被拋棄 |

### 個人

#### 專輯/EP
| 類型 | 名稱               | 發行時間      | 發行公司                | 曲目 |
| ---- | ------------------ | ------------- | ----------------------- | --- |
| 專輯 | 《破天荒》         | 2009年5月8日  | 金牌大風                | 曲目 1. 黑裙子 2. 你飛吧 3. 玩世不恭 4. 破天荒 5. 偏愛 6. 戀人的時尚生活 7. 讓我照顧你 8. 改不了 9. 小王子 10. 1030                                      |
| 專輯 | 《相反的我》       | 2010年7月9日  | 金牌大風                | 曲目 1. 壞了 2. 相反的我 3. 你是唯一 4. 愛情選項 5. 不再聯絡 6. 我不愛你了 7. 只愛你 8. 正不正 9. 簡訊 10. 好了                                          |
| EP   | 《我要我們情人結》 | 2011年2月14日 | 金牌大風                | 曲目 1. 情人結 2. 春泥 3. 情人結 (戀人絮語版) |
| 專輯 | 《小女孩》         | 2012年9月22日 | 金牌大風                | 曲目 1. 小女孩 2. 喘息 3. 萊特兄弟 4. 我沒有瘋 5. 你走了，我往前 6. 喂 對不起 7. 夜光 8. 痛也愛你 9. 小秘密 10. 若無其事                                 |
| EP   | 《愛是永不止息》   | 2013年12月4日 | 有尬此玩乐工作室        | 曲目 1. 愛是永不止息 2. Alpha Omega |
| 專輯 | 《失敗的高歌》     | 2016年9月6日  | 發現音樂/泡耳音樂工作室 | 曲目 1. 失敗的高歌 2. 歌頌者 3. 等我變了之後 4. Who are you ? Who I am ? 5. 大拉拉的888 6. 誰說我不能哭泣 7. 我還在找你 8. 怎麼哭 9. 左撇子 10. 12月25日 |

#### 單曲
| 時間   | 歌名                 | 備註                            |
| 2009年 | 《讓愛轉動整個宇宙》 | 921大地震10周年紀念歌曲藝人合唱 |
| 2010年 | 《讓每天都是聖誕節》 | 2010公益聖誕單曲                |
| 2010年 | 《怎麼開始忘了》     | 林隆璇 feat.張芸京              |
| 2020年 | 《尊貴的拿撒勒人》   | 神國大樂發行的敬拜歌            |
| 2020年 | 《武動的漢子》       | 神國大樂發行                    |
| 2020年 | 《仰望》             | 歌手齊聚接力唱抗疫              |
| 2020年 | 《原來愛情這麼傷》   | COVER 梁詠琪                    |
| 2020年 | 《耶穌》             | 神國大樂發行                    |
| 2022年 | 《燃爆三國》         | 超爆三國志遊戲主題曲            |
| 2022年 | 《聖鑰》             | 遊戲同名主題曲                  |

#### 合輯
- 2008年10月10日發行《美夢成真》EP 超級偶像

### 京成兄妹
| 專輯 | 名稱     | 發行時間     | 發行公司 | 曲目 |
| ---- | -------- | ------------ | -------- | ---- |
| 1st  | 《俠侶》 | 2023年5月5日 | 神國大樂 | 曲目 |

## 歌曲創作
| 歌曲               | 專輯           | 作詞 | 作曲 |
| ------------------ | -------------- | ---- | ---- |
| 〈戀人的時尚生活〉 | 《破天荒》     | ✔    |      |
| 〈1030〉           | 《破天荒》     | ✔    |      |
| 〈相反的我〉       | 《相反的我》   |      | ✔    |
| 〈義氣〉           | 《相反的我》   | ✔    |      |
| 〈喘息〉           | 《小女孩〉     | ✔    | ✔    |
| 〈你走了我往前〉   | 《小女孩〉     | ✔    |      |
| 〈痛也愛你〉       | 《小女孩〉     | ✔    |      |
| 〈小祕密〉         | 《小女孩〉     | ✔    | ✔    |
| 〈若無其事〉       | 《小女孩〉     | ✔    |      |
| 〈我陪你〉         | 《小女孩〉     | ✔    | ✔    |
| 〈愛是永不止息〉   | 單曲           |      | ✔    |
| 〈木頭情歌〉       | 黃文星《天地》 | ✔    | ✔    |

## 主題曲(電視劇/電影/真人秀)
- 電視劇《仙劍奇俠傳三》插曲《偏愛》
- 電視劇《敲敲愛上你》片頭曲《你飛吧》
- 電視劇《敲敲愛上你》片尾曲《黑裙子》
- 電視劇《Oh! My Lady 愛你喲》片頭曲《你是唯一》
- 電視劇《Oh! My Lady 愛你喲》片尾曲《不再聯絡》
- 電視劇《誰懂女兒心》片頭曲《我不愛你了》
- 電視劇《粉紅色口紅》片尾曲《愛情選項》
- 電視劇《美樂加油》插曲《情人結》
- 電視劇《POPA家族》主題曲
- 電視劇《陽光正藍》片頭曲《我陪你》
- 電視劇《陽光正藍》插曲《喘息》
- 電影《亂青春》主題曲《黑裙子》
- 電影《玩火的女孩》主題曲《義氣》
- 電影《候鳥來的季節》主題曲《若無其事》
- 電影《愛別離》插曲《一天一夜》
- 真人秀《极速前进2》主題曲《敢愛》
- 電視劇《嫉妒的化身》片頭曲《誰說我不能哭泣》
- 電視劇《將夜2》插曲《借我一生》

## 電視作品

### 電視劇
- 2012年《三立》《完全娛樂戲劇單元-張芸京音樂愛情故事》 - 飾 樂團主唱張芸京（女主角）

### 真人秀
- 2015年《深圳衛視》《極速前進中國版2》 - 敢愛閨蜜組 張芸京.鄧紫棋

### 網路直播
- 2020年4月26日 17直播《音樂不停歇 MDL》
- 2020年5月2日 17直播 87熱炒屋
- 2020年7月10日 MÜST專業創作課程 張芸京之衝破藝界驚奇之旅

### 節目通告
- 綜藝大熱門  『 2016年10月11日 第842集來賓 』
- 金曲捞 『 2017年5月5日 第四期喚醒師 』
- 金曲捞 『 2017年5月19日 第六期喚醒師 』
- 上奅台灣歌『2020年3月1日 酷女之夜 張芸京大唱台語Rap！』
- 綜藝大熱門 『 2020年3月19日 蘇慧倫特輯！都追過的玉女歌手～你最愛哪個時期的她 』

## 演唱會、音樂會
| 時間            | 地點                       | 名稱                                                | 備註                               |
| 2008年10月-12月 | 臺灣                       | 超級偶像「美夢成真」巡迴演唱會                      |                                    |
| 2009年8月28日   | 臺灣台北西門町河岸留言     | 「偏愛京迷 謝謝照顧」音樂會                         |                                    |
| 2010年12月4日   | 香港九龍灣國際展貿中心     | 張芸京首個個人售票演唱會《正不正初迴音樂會》        |                                    |
| 2012年12月23日  | 臺灣 台北國際會議中心      | 我陪你亞洲巡迴演唱會                                | 嘉賓：阿沁@F.I.R.                  |
| 2013年12月7日   | 香港九龍灣國際展貿中心     | 張芸京《I'm With You Show Case》演唱會              |                                    |
| 2009年9月16日   | 中国大陆北京               | 「芸在京、破天荒」首唱會                            |                                    |
| 2010年8月19日   | 中国大陆北京               | 反正京彩北京High唱會                                |                                    |
| 2010年10月2日   | 香港                       | 新城超實力唱將音樂會                                |                                    |
| 2012年4月12日   | 臺灣台北西門町河岸留言     | 張芸京《噓...不要說話》小型音樂會                   |                                    |
| 2012年8月4日    | 香港                       | EPS i DO Love Music 音樂會 2012                     |                                    |
| 2012年8月26日   | 臺灣西門町河岸留言         | 《張芸京的小秘密聚會》                              |                                    |
| 2013年4月28日   | 中国大陆宿遷               | 宿遷亞洲巨星演唱會                                  |                                    |
| 2013年12月5日   | 中国大陆北京               | 十大新锐歌手演唱會                                  |                                    |
| 2014年4月12日   | 臺灣西門町河岸留言         | 張芸京《重來》音樂會                                |                                    |
| 2014年7月26日   | 臺灣西門町河岸留言         | 張芸京《我要我的七矮人》音樂會                      |                                    |
| 2014年11月22日  | 臺灣西門町河岸留言         | 張芸京《Song for friends》音樂會                    | 嘉賓：楊蒨時                       |
| 2015年2月28日   | 臺灣西門町河岸留言         | 張芸京《覺得。一個人》音樂會                        |                                    |
| 2016年11月11日  | 臺灣西門町河岸留言         | 張芸京《失敗的高歌》音樂會                          |                                    |
| 2017年12月2日   | 美國麥迪遜                 | UW-Madison CUSA Madstar 音樂進取秀                  |                                    |
| 2019年9月1日    | 臺灣後台BackStage Cafe’    | JUST LIVE：張芸京《京城團圓》BIRTHDAY PARTY         |                                    |
| 2019年12月29日  | 臺灣台北龍門廣場           | 街頭演唱初體驗                                      |                                    |
| 2020年6月27日   | 臺灣東區地下街14號出入口   | 「張芸京與她的好朋友」《#就想約你》街頭音樂會 part1 | 張芸京Ｘ好朋友王雅婷Ｘ吉他手單國隆 |
| 2020年7月26日   | 臺灣信義香堤大道           | 街頭音樂會                                          | 張芸京Ｘ羅小白                     |
| 2020年8月22日   | 臺灣東區地下街2號廣場      | 「張芸京與她的好朋友」《#就想約你》街頭音樂會 part2 | 張芸京Ｘ好朋友艾成                 |
| 2020年10月24日  | 臺灣中山地下街爵士廣場     | 「張芸京與她的好朋友」《#就想約你》街頭音樂會 part3 | 張芸京Ｘ好朋友林道遠               |
| 2020年11月7日   | 臺灣河岸留言西門紅樓展演館 | 每個人都有一段『京典回憶殺』：張芸京音樂故事        |                                    |
| 2020年12月5日   | 臺灣中山地下街爵士廣場     | 「張芸京與她的好朋友」《#就想約你》街頭音樂會 part4 | 張芸京Ｘ好朋友廖志良Ｘ吉他手小隆   |
| 2023年3月3日    | 臺灣公館河岸留言           | 集結了！京城子民                                    | 嘉賓：何孟遠                       |

## 獲獎紀錄

### 歌手獎項
| 時間       | 獎項                                                       |
| 2008.06.07 | 『超級偶像』首屆冠軍                                       |
| 2009年     | 『成都勁歌王』最有前途新人獎                               |
| 2009年     | 『成都勁歌王』網路人氣歌手                                 |
| 2009年     | 『新城國語力』新城國語力新勢力歌手                         |
| 2009年     | 『新城國語力』新城國語力躍進歌手                           |
| 2009年     | 『第15屆新加坡金曲獎』優秀新人獎                           |
| 2009年     | 『中國廣播影視大獎中國原創歌曲獎』港台優秀新人金獎         |
| 2009年     | 『TVB8 金曲榜』最佳新人獎金獎                              |
| 2009年     | 『新城勁爆頒獎』新城全國樂迷投選勁爆新人王                 |
| 2009年     | 『百度mp3 2009音樂盤點』年度最受歡迎潛力女歌手             |
| 2009年     | 『加拿大至HiT中文歌曲排行榜』全國推崇新女歌手              |
| 2010年     | 『2009年馬來西亞MY Astro至尊流行榜』飛躍至尊大躍進歌手     |
| 2010年     | 『2009第五屆KKBOX數位音樂風雲榜』年度新人獎                |
| 2010年     | 『超級巨星紅白藝人大賞』華語十大歌手獎                     |
| 2010年     | 『雪碧中國原創音樂流行榜』港台地區年度新人獎               |
| 2010年     | 『中國喜 傳天下 音樂先鋒榜2009年頒獎典禮』先鋒創作新人歌手 |
| 2010年     | 『中國喜 傳天下 音樂先鋒榜2009年頒獎典禮』港台先鋒新人     |
| 2010年     | 『MusicRadio中國TOP排行榜音樂』最受歡迎新人                |
| 2010年     | 『新城國語力』優秀演繹獎                                   |
| 2010年     | 『第16届新加坡金曲奖』新晋女歌手人氣獎                     |
| 2010年     | 『第16届新加坡金曲奖』最佳造型歌手                         |
| 2010年     | 『TVB8 金曲榜』內地觀眾最愛女歌手獎                        |
| 2010年     | 『新城勁爆2010』新城勁爆國語歌手                           |
| 2011年     | 『MusicRadio中國TOP排行榜音樂』校園人氣歌手 (港台)         |
| 2011年     | 『新城國語力』全國最受歡迎偶像                             |
| 2011年     | 『第八屆 勁歌王-金曲金榜』傑出青年歌手獎                   |
| 2011年     | 『TVB8 金曲榜』內地觀眾最愛女歌手獎                        |
| 2011年     | 『新城勁爆2011』新城勁爆國語歌手                           |
| 2012年     | 『雪碧中國原創音樂流行榜』 飛躍表現獎                      |
| 2012年     | 『MusicRadio中國TOP排行榜音樂』港台地區年度推崇大獎        |
| 2012年     | 『新城國語力』新城國語力女歌手                             |
| 2012年     | 『TVB8 金曲榜』最佳唱作歌手獎 銀奬                         |
| 2013年     | 『2013hito流行音乐奖』hito最佳潜质女歌手                   |
| 2013年     | 『TVB8 金曲榜』最受歡迎女歌手                              |
| 2013年     | 『2013第一届微乐迷流行音乐奖』最受欢迎女歌手（港台）       |

### 銷售與單曲排行榜
| 時間      | 獎項                                                         |
| 2009年    | 『新城勁爆頒獎』新城勁爆國語歌曲獎之《黑裙子》               |
| 2009年    | PMW音樂網 專輯票選：冠軍專輯之《破天荒》                     |
| 2009年    | 2009網路十大流行音樂：《偏愛》                               |
| 2009年    | 易查 年度十大MP3風雲榜：《偏愛》                             |
| 2009年    | QQ音樂 2009年度盤點：十大金曲之《偏愛》（冠軍）              |
| 2009年    | G-Music華語榜                                                |
| 2009年    | G-Music綜合榜                                                |
| 2009年    | 五大唱片兩大銷售排行榜奪下雙冠軍                             |
| 2009年    | 中華電信來電答鈴總排行蟬聯冠軍寶座                           |
| 2009年    | KK BOX「MV排行榜」                                           |
| 2009年    | CHANNEL [V]的「音樂飆榜」的冠軍                              |
| 2009年    | 中華電信emome音樂台總排行                                    |
| 2009年    | 「Yahoo！奇摩」搜尋榜女歌手第1                               |
| 2009年8月 | QQ音樂榜-新歌榜                                              |
| 2009年8月 | QQ音樂榜-華語榜                                              |
| 2009年8月 | QQ音樂榜-總榜                                                |
| 2009年8月 | QQ音樂榜-影視榜                                              |
| 2009年8月 | QQ音樂榜-熱搜榜                                              |
| 2009年8月 | QQ音樂榜-熱門華語女歌手榜                                    |
| 2010年    | 百度娛樂沸點2009年度盤點：十大金曲獎之《偏愛》               |
| 2010年    | 『雪碧中國原創音樂流行榜』最受歡迎電視金曲獎《偏愛》         |
| 2010年    | 『新城國語力』新城國語力歌曲《讓我照顧你》                   |
| 2010年    | 『新城國語力』新城國語力歌曲《怎麼開始忘了》                 |
| 2010年    | 『TVB8』金曲榜金曲獎《壞了》                                 |
| 2010年    | 『新城勁爆2010』新城勁爆國語專輯《相反的我》                 |
| 2010年    | G-Music2010年度銷售排行榜第6名                               |
| 2010年    | 五大唱片年度銷售排行榜第15名                                 |
| 2010年    | 2010台灣華語唱片銷售排行榜第9名                              |
| 2010年    | 2010台灣PMW音樂網 年度華語唱片銷售排行榜第12名               |
| 2010年    | 國際唱片業協會(香港會)有限公司:十大暢銷國語唱片-《相反的我》 |
| 2011年    | 『全球流行音樂金榜年度』20大金曲《相反的我》                 |
| 2011年    | 『新城國語力』新城國語力歌曲《壞了》                         |
| 2011年    | 『TVB8』金曲榜金曲獎《相反的我》                             |
| 2011年    | 『TVB8』金曲榜金曲金獎《相反的我》                           |
| 2011年    | 『新城勁爆2011』新城勁爆國語歌曲獎《正不正》                 |
| 2012年    | 『雪碧中國原創音樂流行榜』 港台金曲獎《情人結》              |
| 2012年    | 『新城國語力』新城國語力歌曲《喘息》                         |
| 2012年    | 『TVB8』金曲榜金曲獎《喘息》                                 |
| 2013年    | 『TVB8』金曲榜金曲奖《小女孩》                               |
| 2013年    | 『TVB8』金曲榜金曲金獎《小女孩》                             |

### 人氣排行榜
| 時間   | 獎項                                                            |
| 2008年 | 2008年詢問與搜尋度最高之名人榜                                  |
| 2008年 | 2008年詢問與搜尋度最高之名人榜                                  |
| 2008年 | 2008十大發燒新聞人物第九名：張芸京                              |
| 2008年 | 2008年COLOR雜誌去年票選的「年度十大偶像」                       |
| 2009年 | 2009榮登台灣三大偶像雜誌（PLAY、COLOR、FANS）五月號的封面人物！ |
| 2009年 | Yahoo！奇摩搜尋人氣大獎」「最具號召力女藝人」和「最佳女歌手獎」 |
| 2010年 | 「Yahoo！奇摩搜尋人氣大獎」「最具號召力女藝人」                 |
| 2010年 | 「壹週刊 十大娛樂大賞」「年度最受歡迎十大明星」                 |
| 2010年 | 「2010星尚風格先鋒人物」                                        |
| 2011年 | 「Yahoo!搜尋人氣大獎2011頒獎典禮」「海外人氣女歌手」            |

## 外部連結
- 張芸京的Facebook專頁
- 張芸京的Instagram帳戶
- 張芸京的新浪微博